# Mediu virtual de învățare
Mediul virtual de învățare (în engleză Virtual Learning Environment) este un sistem de furnizare a materialelor educaționale prin mijloacele web. Acest sistem presupune evaluarea, supravegherea, colaborarea și comunicarea cu studenții. Poate fi accesat atât în campus, cât și în afara acestuia, ceea ce înseamnă că studenții pot accesa informații în afara sălilor de curs. Acest lucru le permite instituțiilor să ofere sprijin atât studenților obișnuiți, cât și celor care nu pot vizita campus în mod regulat din cauza restricțiilor geografice sau de timp. (cum sunt studenții de la învățământ la distanță, sau cei care sunt angajați part-time) 
Mediul de învățare este furnizat prin intermediul unui sistem de management al cursurilor sau al unui program software care utilizează tehnologii de realitate virtuală pentru a facilita învățarea. Sistemul include curriculum mapping, urmărirea elevilor, suportul online atât pentru studenți, cât și pentru profesori, comunicarea prin mijloace electronice.

## Tipuri
Există mai multe tipuri de medii virtuale de învățare, acestea funcționând în mod diferit, dar urmărind aceleași funcții și transmițând aceleași materiale educaționale. Este posibil ca instituțiile de învățământ superior să dețină o licență care să se încadreze într-una din următoarele categorii:
- off-the-shelf - Blackboard;
- open source - Moodle;
- personalizate (elaborate de instituții pentru nevoile lor individuale).

Mediul virtual de învățare mai este cunoscut sub numele de Sisteme de Management al Cursurilor (Course Management Systems) și Sisteme de Management în Învățare (Learning Management Systems).

## Beneficii
Aceste sisteme de învățare virtuală se bazează atât pe cursurile obișnuite, cât și pe cele virtuale.
Avantajele acestor sisteme sunt:
- Suportul tehnic;
- Posibilitatea transmiterii unei experiențe semnificative pentru studenți;
- Abilitatea de a livra cursuri unui număr mare de studenți;
- Includerea mecanismelor de comunicare pentru a sprijini dialogul studenților cu personalul și cu colegii lor prin intermediul e-mail-ului și a discuțiilor pe forum;
- Posibilitatea oferirii de spații de lucru comune pentru a sprijini colaborarea dintre studenți.